# موريس ألارد
موريس ألارد هو محامي وسياسي كندي، ولد في 2 يناير 1922 في شيربروك في كندا، وتوفي في 14 سبتمبر 1988 في مونتريال في كندا. حزبياً، نشط في الحزب الكندي التقدمي المحافظ. وقد انتخب عضو مجلس العموم الكندي.